# 长甸镇
长甸镇，是中华人民共和国辽宁省丹东市宽甸满族自治县下辖的一个乡镇级行政单位。

## 行政区划
长甸镇下辖以下地区：
长甸镇社区、长甸城村、台沟村、拉古哨村、四平街村、苏甸村、河口村、东洋河村、桦树甸村和小孤山村。